# Втамування спраги
«Втамування спраги» — радянський 2-серійний художній чорно-білий фільм 1966 року, режисера Булата Мансурова за мотивами однойменного роману Юрія Трифонова. Поставлений на кіностудії «Туркменфільм».

## Сюжет
1950-ті роки. У Туркменії йде будівництво Каракумського каналу. З долею цього великого будівництва тісно пов'язані долі багатьох героїв фільму: кореспондента Коришева, що розкриває брехню показушних наклепницьких статей свого колеги Зурабова; талановитого молодого інженера Карабаша, передові методи будівництва якого знаходять підтримку у начальника будівництва Єрмасова; озлобленого старого інженера Хорєва, який через заздрощі до Карабаша пише доноси в ЦК партії Туркменської РСР на нього і Єрмасова.

## У ролях
- Петро Алейников —  Марютін, машиніст екскаватора  (остання роль в кіно)
- Аріна Алейникова —  Марина Марютіна, дочка Марютіна
- Ходжадурди Нарлієв —  Бяшим Мурадов, молодий екскаваторник
- Артик Джаллиєв —  Дурдиєв
- Леонід Сатановський —  Петро
- Анатолій Ромашин —  Саша Зурабов, журналіст
- Ян Янакієв —  Хорєв
- Анатолій Кубацький —  Лузгін
- Станіслав Міхін —  Іван

## Знімальна група
- Режисер — Булат Мансуров
- Сценаристи — Булат Мансуров, Юрій Трифонов
- Оператор — Ходжакулі Нарлієв
- Композитор — Реджеп Реджепов
- Художник — Володимир Артиков